# 2011년 전국장애학생체육대회
제5회 전국장애학생체육대회는 2011년 5월 24일부터 5월 27일까지 대한민국 경상남도에서 열렸다.

## 개요
- 대회명칭 : 제5회 전국장애학생체육대회
- 개최기간 : 2011년 5월 24일 ~ 2011년 5월 27일
- 개최지 : 경상남도
- 구호 : 함께 뛰는 땀방울, 자신감의 꽃망울
- 참가인원 : 2,731명 (선수 1,701명, 임원 및 보호자 1,030명)
- 종별 : 초등학교부, 중학교부, 고등학교부에 재학 중인 전 장애인
- 마스코트 : 생명이와 태양이

## 종목

### 정식종목
| - 골볼 - 보치아 - 수영 - 육상 - 탁구 - 농구 - 배구 - 배드민턴 - 볼링 - 역도 | - 실내조정 - 축구 - e-스포츠 |

## 경기장
| 종목     | 소재지 | 경기장                    | 종별               | 세부종목 | 비고 |
| -------- | ------ | ------------------------- | ------------------ | -------- | ---- |
| 골볼     | 진주시 | 진주실내체육관            | 시각장애           |          |      |
| 농구     | 진주시 | 경남과학기술대학교 체육관 | 지적장애           |          |      |
| 배구     | 진주시 | 한국국제대학교 체육관     | 청각장애           |          |      |
| 배드민턴 | 사천시 | 사천실내체육관            | 지적/지체/청각장애 |          |      |
| 보치아   | 진주시 | 경상대학교 체육관         | 뇌병변장애         |          |      |
| 볼링     | 창원시 | 창원시민체육관 볼링장     | 지적/지체/청각장애 |          |      |
| 수영     | 창원시 | 창원실내수영장            | 전종별             |          |      |
| 실내조정 | 산청군 | 산청실내체육관            | 전종별             |          |      |
| 역도     | 진주시 | 진주스포츠파크 체육관     | 지적/지체장애      |          |      |
| 육상     | 진주시 | 진주종합경기장            | 전종별             |          |      |
| 축구     | 진주시 | 진주스포츠파크 축구장     | 지적/뇌병변장애    |          |      |
| 탁구     | 사천시 | 삼천포실내체육관          | 뇌병변장애         |          |      |
| e-스포츠 | 진주시 | 진주생활체육관            | 지적/지체/청각장애 |          |      |